# Lackov
Lackov (em húngaro: Lászlód) é um município da Eslováquia, situado no distrito de Krupina, na região de Banská Bystrica. Tem 6,68 km² de área e sua população em 2018 foi estimada em 99 habitantes.

## Demografia
| Ano:        | 1994 | 2004    | 2014    | 2024 |
| ----------- | ---- | ------- | ------- | ---- |
| Broj ljudi: | 142  | 118     | 100     | 83   |
| Razlika:    |      | -16,90% | -15,25% | -17% |

| Ano:               | 2023 | 2024   |
| ------------------ | ---- | ------ |
| Número de pessoas: | 88   | 83     |
| Diferença:         |      | -5,68% |